# ویراپون ویچوما
ویراپون ویچوما (انگلیسی: Weeraphon Wichuma؛ زادهٔ ۱۰ اوت ۲۰۰۴) وزنه‌بردار اهل تایلند است.
وی در مسابقات کشوری و بین‌المللی در مجموع برندهٔ ۱ مدال طلا، ۳ مدال نقره، ۱ مدال برنز شده است.